# Pietro Maderni
Stefano Maderni (Capolago, 1726 – Capolago, 1790) è stato uno scultore svizzero.
Pietro Maderni fu uno scultore e intarsiatore in marmo. Attivo a Verona e a Ferrara. 
L'opera più significativa è la Cappella del Santissimo e l'altare nel Duomo di Verona.